# Canton de Combourg
Le canton de Combourg est une circonscription électorale française située dans le département d'Ille-et-Vilaine et la région Bretagne.

## Histoire
- À la suite du redécoupage cantonal de 2014, les limites territoriales du canton sont remaniées. Le nombre de communes du canton passe de 10 à 26[4]. Le canton de Combourg se voit adjoindre celui de Tinténiac et une partie de ceux de Bécherel (Cardroc, Les Iffs et Saint-Brieuc-des-Iffs) et Hédé (Dingé, Lanrigan et Québriac), calquant à peu de chose près les frontières de la Bretagne romantique.

- Un seul élu de 1833 à 1848 pour les cantons de Combourg et Tinténiac[5].

## Représentation

### Conseillers d'arrondissement (de 1833 à 1940)
| Période | Période          | Identité                     | Étiquette   | Qualité                                  |
| --- | ---------------- | ---------------------------- | ----------- | ---------------------------------------- |
| Les données manquantes sont à compléter.                                                                    |                  |                              |             |                                          |
| 1833 | 1848             | M. Vannier                   |             | Adjoint au maire de Combourg             |
| |                  |                              |             |                                          |
| avant 1889                                                                                                  | ?                | M. Roussin                   | Républicain | Maire de Meillac                         |
| |                  |                              |             |                                          |
| ? | 1900 (démission) | Gervais Parent               |             | Percepteur Maire de Combourg (1885-1900) |
| 12 mars 1900                                                                                                | 1919             | Élie Gérard                  | RG          | Négociant Adjoint au maire de Combourg   |
| 1919 | 1925             | Jules Corvaisier (1892-1928) | RG          | Industriel tanneur à Combourg            |
| 1925 | 1940             | François Lecroc              | Radical     | Agriculteur Adjoint au maire de Combourg |
| Les conseils d'arrondissement ont été suspendus par la loi du 12 octobre 1940 et n'ont jamais été réactivés |                  |                              |             |                                          |
| Les données manquantes sont à compléter.                                                                    |                  |                              |             |                                          |

### Représentation: conseillers généraux de 1833 à 2015
| Période      | Période      | Identité                                                                     | Étiquette          | Qualité |
| ------------ | ------------ | ---------------------------------------------------------------------------- | ------------------ | --- |
| 1833         | 1848         | Pierre Charles Rouxin, Sieur des Touches (1790-1857)                         |                    | Avocat puis Procureur du Roi à Saint-Malo                                                                          |
| 1848         | 1871         | Louis Geoffroy vicomte de Chateaubriand, comte de Combourg (père, 1790-1873) | Droite légitimiste | Ancien colonel des chasseurs à cheval, secrétaire d'ambassade, propriétaire à Combourg                             |
| 1871         | 1880         | Pierre Jouin                                                                 | Républicain        | Avocat, sénateur (1879-1885)                                                                                       |
| 1880         | 1886         | Geoffroy de Chateaubriand, comte de Combourg (fils, 1828-1889)               | Droite             | Propriétaire à Combourg                                                                                            |
| 1886         | 1903 (décès) | Alphonse Hervoches                                                           | Républicain        | Maire de Lanhélin, député (1897-1898)                                                                              |
| 1903         | 1910         | Louis Gérard                                                                 | Républicain        | Propriétaire, éleveur à Combourg (Trémigon)                                                                        |
| 1910         | 1916 (décès) | Jules Corvaisier                                                             | RG                 | Industriel à Combourg                                                                                              |
| 1916         | 1919         | siège vacant                                                                 |                    | |
| 1919         | 1922         | Charles Dayot (1869-1951)                                                    | Républicain        | Industriel à Combourg                                                                                              |
| 1922         | 1928         | Robert Surcouf                                                               | Gauche radicale    | Propriétaire foncier, armateur, avocat et capitaine de cavalerie en réserve, maire de Plerguer, député (1898-1919) |
| 1928         | 1938 (décès) | Émile Bohuon (1880-1938)                                                     | Rad.ind.           | Vétérinaire, maire de Combourg (1919-1938)                                                                         |
| février 1939 | 1940         | Joseph Hubert (1892-1944)                                                    | ?                  | Négociant, maire de Combourg (1939-1944) Nommé conseiller départemental en 1943                                    |
|              |              |                                                                              |                    | |
| 1945         | 1949         | Abel Bourgeois (1904-1970)                                                   | Rad.soc.           | Notaire, maire de Combourg (1945-1965)                                                                             |
| 1949         | 1955         | Ange Denis                                                                   | MRP                | Minotier, maire de Saint-Pierre-de-Plesguen (1947-1965)                                                            |
| 1955         | 1967         | Abel Bourgeois (1904-1970)                                                   | Rad.soc.           | Notaire, maire de Combourg (1945-1965)                                                                             |
| 1967         | 1998         | André Belliard (1932-2005)                                                   | UDR puis RPR       | Médecin, maire de Combourg (1983-1995)                                                                             |
| 1998         | 2015         | Marie-Thérèse Sauvée                                                         | PS                 | Commerçante, maire de Combourg (1995-2001)                                                                         |

### Représentation après 2015
| Période élective | Période élective | Mandat | Mandat   | Identité                    | Nuance | Nuance | Qualité |
| ---------------- | ---------------- | ------ | -------- | --------------------------- | ------ | ------ | --- |
| 2015             | 2021             | 2015   | 2021     | Béatrice Duguépéroux-Honoré |        | PRG    | Cadre administratif Maire de Lourmais (2014-2020)                                                                           |
| 2015             | 2021             | 2015   | 2021     | André Lefeuvre              |        | PRG    | Ingénieur conseil et économiste Ancien conseiller municipal de Pleugueneuc Ancien conseiller général du canton de Tinténiac |
| 2021             | 2028             | 2021   | en cours | Béatrice Duguépéroux-Honoré |        | MR     | Cadre administratif Maire de Lourmais (2014-2020) Membre du Parti radical                                                   |
| 2021             | 2028             | 2021   | en cours | Benoit Sohier               |        | PS     | Professeur d'histoire-géographie Maire de Saint-Domineuc (depuis 2014) Suppléant de la députée Claudia Rouaux               |

### Résultats détaillés

#### Élections de mars 2015
À l'issue du 1er tour des élections départementales de 2015, deux binômes sont en ballottage : Béatrice Duguépéroux-Honoré et André Lefeuvre (DVG, 42,33 %) et David Buisset et Yolande Giroux (DVD, 29,15 %). Le taux de participation est de 54,68 % (12 324 votants sur 22 537 inscrits) contre 50,9 % au niveau départemental et 50,17 % au niveau national.
Au second tour, Béatrice Duguépéroux-Honoré et André Lefeuvre (DVG) sont élus avec 55,61 % des suffrages exprimés et un taux de participation de 53,47 % (6 182 voix pour 12 051 votants et 22 537 inscrits).
Béatrice Duguépéroux-Honoré est membre du MRSL.

#### Élections de juin 2021
Le premier tour des élections départementales de 2021 est marqué par un très faible taux de participation (33,26 % au niveau national). Dans le canton de Combourg, ce taux de participation est de 37,44 % (9 020 votants sur 24 093 inscrits) contre 34,85 % au niveau départemental. À l'issue de ce premier tour, deux binômes sont en ballottage : Béatrice Duguépéroux-Honoré et Benoît Sohier (PS, 48,41 %) et David Buisset et Evelyne Simon-Glory (Divers, 36,13 %).
Le second tour des élections est marqué une nouvelle fois par une abstention massive équivalente au premier tour. Les taux de participation sont de 34,36 % au niveau national, 34,98 % dans le département et 38,24 % dans le canton de Combourg. Béatrice Duguépéroux-Honoré et Benoît Sohier (PS) sont élus avec 52,44 % des suffrages exprimés (4 532 voix pour 9 215 votants et 24 097 inscrits),,.
Béatrice Duguépéroux-Honoré a quitté le PRG et s'est rapprochée de la majorité présidentielle.

## Composition

### Composition avant 2015

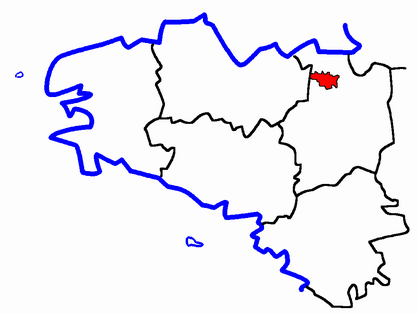
Situation du canton de Combourg dans le département d'Ille-et-Vilaine avant 2015.

Le canton de Combourg regroupait dix communes.
| Nom                      | Code Insee | Codepostal | Superficie (km2) | Population (dernière pop. légale) | Densité (hab./km2) |
| ------------------------ | ---------- | ---------- | ---------------- | --------------------------------- | ------------------ |
| Combourg (chef-lieu)     | 35085      | 35270      | 63,55            | 5 739 (2012)                      | 90                 |
| Bonnemain                | 35029      | 35270      | 23,77            | 1 414 (2012)                      | 59                 |
| Cuguen                   | 35092      | 35270      | 23,54            | 783 (2012)                        | 33                 |
| Lanhélin                 | 35147      | 35720      | 6,43             | 978 (2012)                        | 152                |
| Lourmais                 | 35159      | 35270      | 7,22             | 341 (2012)                        | 47                 |
| Meillac                  | 35172      | 35270      | 32,21            | 1 776 (2012)                      | 55                 |
| Saint-Léger-des-Prés     | 35286      | 35270      | 5,54             | 238 (2012)                        | 43                 |
| Saint-Pierre-de-Plesguen | 35308      | 35720      | 29,49            | 2 729 (2012)                      | 93                 |
| Trémeheuc                | 35342      | 35270      | 6,05             | 363 (2012)                        | 60                 |
| Tressé                   | 35344      | 35720      | 5,24             | 340 (2012)                        | 65                 |

Contrairement à beaucoup d'autres cantons, le canton de Combourg n'incluait aucune commune supprimée depuis la création des communes sous la Révolution dans son périmètre antérieur à 2015.
À la suite du redécoupage des cantons pour 2015, les dix communes sont à nouveau rattachées au canton de Combourg auquel s'ajoutent les dix communes du canton de Tinténiac, trois communes du canton de Bécherel et trois autres du canton de Hédé.

### Composition depuis 2015
Lors du redécoupage de 2014, le canton de Combourg comprenait vingt-six communes entières.
À la suite de la création de la commune nouvelle Mesnil-Roc'h le 1er janvier 2019, le nombre de communes du canton est de vingt-quatre.
| Nom                              | Code Insee | Intercommunalité       | Superficie (km2) | Population (dernière pop. légale) | Densité (hab./km2) | Modifier                                    |
| -------------------------------- | ---------- | ---------------------- | ---------------- | --------------------------------- | ------------------ | ------------------------------------------- |
| Combourg (bureau centralisateur) | 35085      | CC Bretagne Romantique | 63,55            | 6 324 (2022)                      | 100                | modifier les données · modifier les données |
| La Baussaine                     | 35017      | CC Bretagne Romantique | 9,63             | 675 (2022)                        | 70                 | modifier les données · modifier les données |
| Bonnemain                        | 35029      | CC Bretagne Romantique | 23,77            | 1 533 (2022)                      | 64                 | modifier les données · modifier les données |
| Cardroc                          | 35050      | CC Bretagne Romantique | 7,39             | 598 (2022)                        | 81                 | modifier les données · modifier les données |
| La Chapelle-aux-Filtzméens       | 35056      | CC Bretagne Romantique | 6,36             | 825 (2022)                        | 130                | modifier les données · modifier les données |
| Cuguen                           | 35092      | CC Bretagne Romantique | 23,54            | 830 (2022)                        | 35                 | modifier les données · modifier les données |
| Dingé                            | 35094      | CC Bretagne Romantique | 52,89            | 1 690 (2022)                      | 32                 | modifier les données · modifier les données |
| Les Iffs                         | 35134      | CC Bretagne Romantique | 4,52             | 274 (2022)                        | 61                 | modifier les données · modifier les données |
| Lanrigan                         | 35148      | CC Bretagne Romantique | 3,98             | 144 (2022)                        | 36                 | modifier les données · modifier les données |
| Longaulnay                       | 35156      | CC Bretagne Romantique | 7,52             | 598 (2022)                        | 80                 | modifier les données · modifier les données |
| Lourmais                         | 35159      | CC Bretagne Romantique | 7,22             | 335 (2022)                        | 46                 | modifier les données · modifier les données |
| Meillac                          | 35172      | CC Bretagne Romantique | 32,21            | 1 975 (2022)                      | 61                 | modifier les données · modifier les données |
| Mesnil-Roc'h                     | 35308      | CC Bretagne Romantique | 41,16            | 4 457 (2022)                      | 108                | modifier les données · modifier les données |
| Plesder                          | 35225      | CC Bretagne Romantique | 11,03            | 778 (2022)                        | 71                 | modifier les données · modifier les données |
| Pleugueneuc                      | 35226      | CC Bretagne Romantique | 24,52            | 2 063 (2022)                      | 84                 | modifier les données · modifier les données |
| Québriac                         | 35233      | CC Bretagne Romantique | 20,72            | 1 590 (2022)                      | 77                 | modifier les données · modifier les données |
| Saint-Brieuc-des-Iffs            | 35258      | CC Bretagne Romantique | 8,29             | 323 (2022)                        | 39                 | modifier les données · modifier les données |
| Saint-Domineuc                   | 35265      | CC Bretagne Romantique | 15,70            | 2 587 (2022)                      | 165                | modifier les données · modifier les données |
| Saint-Léger-des-Prés             | 35286      | CC Bretagne Romantique | 5,54             | 295 (2022)                        | 53                 | modifier les données · modifier les données |
| Saint-Thual                      | 35318      | CC Bretagne Romantique | 11,40            | 999 (2022)                        | 88                 | modifier les données · modifier les données |
| Tinténiac                        | 35337      | CC Bretagne Romantique | 23,40            | 3 877 (2022)                      | 166                | modifier les données · modifier les données |
| Trémeheuc                        | 35342      | CC Bretagne Romantique | 6,05             | 349 (2022)                        | 58                 | modifier les données · modifier les données |
| Trévérien                        | 35345      | CC Bretagne Romantique | 12,08            | 918 (2022)                        | 76                 | modifier les données · modifier les données |
| Trimer                           | 35346      | CC Bretagne Romantique | 3,56             | 205 (2022)                        | 58                 | modifier les données · modifier les données |
| Canton de Combourg               | 3506       |                        | 426,03           | 34 242 (2022)                     | 80                 | modifier les données                        |

## Démographie

### Démographie avant 2015
| 1962   | 1968   | 1975   | 1982   | 1990   | 1999   | 2006   | 2011   | 2012   |
| ------ | ------ | ------ | ------ | ------ | ------ | ------ | ------ | ------ |
| 12 096 | 11 771 | 11 451 | 11 648 | 11 846 | 11 692 | 13 109 | 14 596 | 14 701 |

### Démographie depuis 2015
En 2022, le canton comptait 34 242 habitants, en évolution de +4,61 % par rapport à 2016 (Ille-et-Vilaine : +5,46 %, France hors Mayotte : +2,11 %).
| 2013   | 2018   | 2022   |
| ------ | ------ | ------ |
| 31 717 | 33 123 | 34 242 |